# Lui (filme)
Lui é um filme escrito e dirigido por Guillaume Canet lançado em 2021 Festival Internacional de Cinema Francófono de Namur na Bélgica.

## Sinopse
Em busca de inspiração, um compositor decide abandonar sua família para viver em uma ilha deserta.

## Elenco
- Guillaume Canet  : Lui
- Virginie Efira  : a mulher
- Mathieu Kassovitz  : o amigo
- Laetitia Casta : la maîtresse
- Nathalie Baye  : a mãe
- Gilles Cohen  : o médico
- Patrick Chesnais  : o pai

## Recepção
Na França, o filme tem uma nota média de 2/5 no AlloCiné calculada a partir de 21 resenhas da imprensa.